# Southern California Open 2013
Il Southern California Open 2013 è stato un torneo di tennis giocato sul cemento. È stata la 33ª edizione del San Diego Open, la quarta dopo la sospensione per due anni, che da quest'anno ha preso il nome di Southern California Open per motivi di sponsorizzazione e che fa parte della categoria Premier nell'ambito del WTA Tour 2013. Si è giocato a Carlsbad in California dal 29 luglio al 4 agosto 2013. È stato il secondo evento delle US Open Series 2013.
Il torneo ha visto il rientro in campo dell'ex numero uno al mondo Martina Hingis che ha accettato una wild-card per il tabellone di doppio insieme alla slovacca Daniela Hantuchová.

## Teste di serie
| Nazionalità | Giocatrice           | Ranking* | Testa di serie |
| ----------- | -------------------- | -------- | -------------- |
| Bielorussia | Viktoryja Azaranka   | 3        | 1              |
| Polonia     | Agnieszka Radwańska  | 4        | 2              |
| Rep. Ceca   | Petra Kvitová        | 7        | 3              |
| Italia      | Roberta Vinci        | 11       | 4              |
| Australia   | Samantha Stosur      | 13       | 5              |
| Serbia      | Jelena Janković      | 16       | 6              |
| Serbia      | Ana Ivanović         | 17       | 7              |
| Spagna      | Carla Suárez Navarro | 19       | 8              |

* Ranking al 22 luglio 2013.

## Altre partecipanti
Giocatrici che hanno ricevuto una Wild card:
- Allie Kiick
- Virginie Razzano
- Samantha Stosur

Giocatrici passate dalle qualificazioni:

- Marina Eraković
- Sachie Ishizu
- Sesil Karatančeva
- Coco Vandeweghe

## Campionesse

### Singolare
Samantha Stosur ha sconfitto in finale  Viktoryja Azaranka per 6-2, 6-3.
- È il quarto titolo in carriera per la Stosur.

### Doppio
Raquel Kops-Jones /  Abigail Spears hanno sconfitto in finale  Chan Hao-ching /  Janette Husárová per 6-4, 6-1.